# 斯洛比德卡
47°53′12″N 29°20′47″E / 47.88667°N 29.34639°E

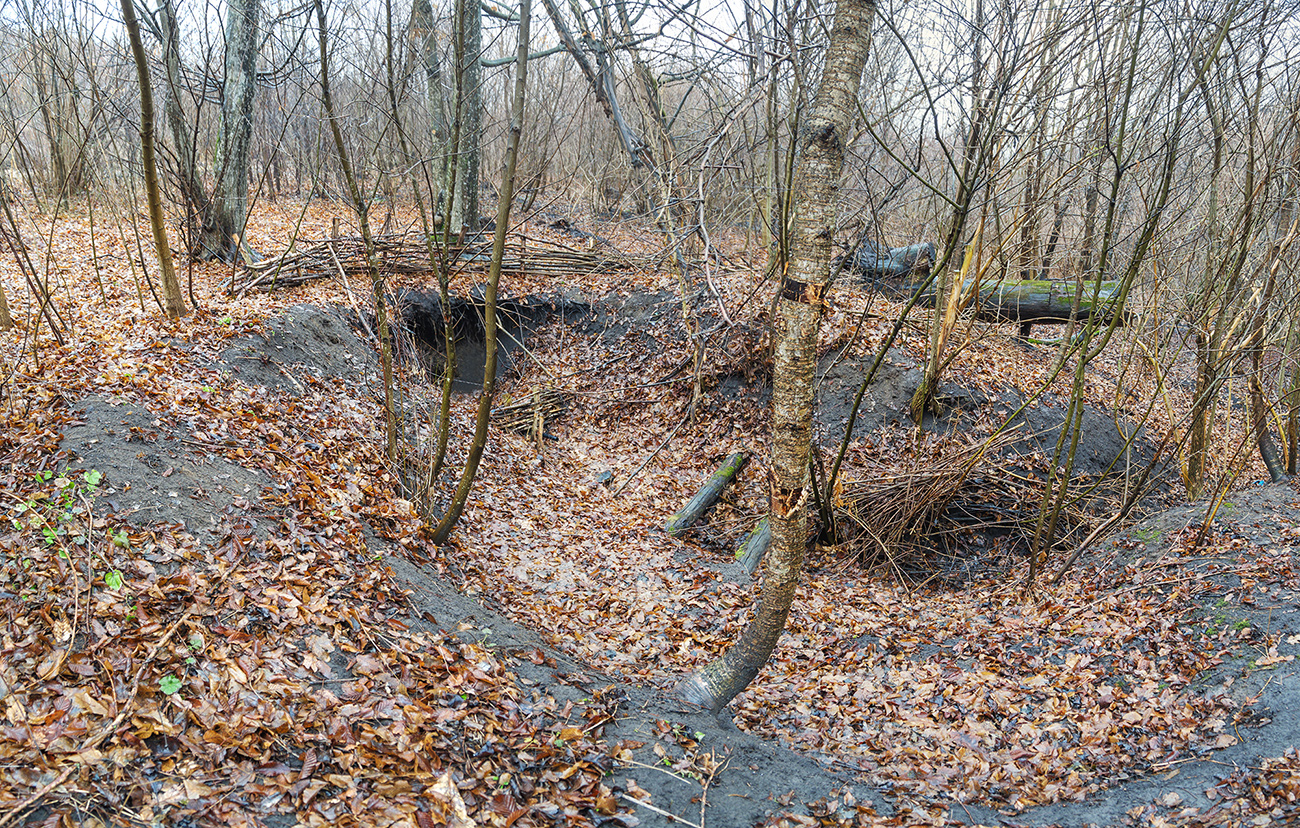
泉水

斯洛比德卡（羅馬化：Slobidka），又按俄语名译为斯洛博德卡，是烏克蘭西南部敖德薩州波迪利斯克区斯洛比德卡市镇内的市級鎮及其行政中心。始建於1883年，面積3.65平方公里，海拔高度260米，2011年人口2,419，人口密度每平方公里662.74人。